# Femme assise dans un fauteuil (Matisse, collection privée)
Pour les articles homonymes, voir Femme assise dans un fauteuil.
La Femme assise – ou Femme à l'éventail – est un tableau réalisé en 1921 par le peintre français Henri Matisse. Cette huile sur toile est le portrait  d'une  femme  en  blouse   fleurie  assise dans un fauteuil, un voile sur la tête et un éventail entrouvert dans les mains. Le modèle est Henriette Darricarrère.
Achetée par Paul Rosenberg à Georges Bernheim en 1923, l'œuvre est encore exposée dans sa galerie de la rue La Boétie, à Paris, en  1938. Mais en  1940 , avec la Seconde Guerre mondiale, elle doit être laissée par son propriétaire dans le coffre d'une banque à Libourne, coffre dont le contenu est spolié l'année suivante par l'Einsatzstab Reichsleiter Rosenberg, dans l'inventaire duquel elle devient « UNB 353 ». Sa trace longtemps perdue, elle est retrouvée en  2012  à Munich dans le trésor artistique découvert chez Cornelius Gurlitt, le fils du profiteur de guerre Hildebrand Gurlitt. Elle est restituée en mai 2015 aux héritiers de Paul Rosenberg, parmi lesquels Anne Sinclair.